# Мартелл (Айова)
Мартелл (англ. Martelle) — місто (англ. city) в США, в окрузі Джонс штату Айова. Населення — 249 осіб (2020).

## Географія
Мартелл розташований за координатами 42°1′14″ пн. ш. 91°21′28″ зх. д. / 42.02056° пн. ш. 91.35778° зх. д. (42.020444, -91.357764).  За даними Бюро перепису населення США в 2010 році місто мало площу 0,87 км², уся площа — суходіл.

## Демографія
Згідно з переписом 2010 року, у місті мешкало 255 осіб у 114 домогосподарствах у складі 81 родини. Густота населення становила 294 особи/км².  Було 122 помешкання (141/км²).
Расовий склад населення:
| - 97,6 % — білих - 1,6 % — азіатів |

До двох чи більше рас належало 0,8 %. Частка іспаномовних становила 0,8 % від усіх жителів.
За віковим діапазоном населення розподілялося таким чином: 16,5 % — особи молодші 18 років, 62,3 % — особи у віці 18—64 років, 21,2 % — особи у віці 65 років та старші. Медіана віку мешканця становила 45,7 року. На 100 осіб жіночої статі у місті припадало 93,2 чоловіків;  на 100 жінок у віці від 18 років та старших — 88,5 чоловіків також старших 18 років.
Середній дохід на одне домашнє господарство  становив 50 961 долар США (медіана — 46 667), а середній дохід на одну сім'ю — 63 234 долари (медіана — 63 750). За межею бідності перебувало 6,3 % осіб, у тому числі 7,1 % дітей у віці до 18 років та 3,4 % осіб у віці 65 років та старших.
Цивільне працевлаштоване населення становило 133 особи. Основні галузі зайнятості: виробництво — 24,1 %, освіта, охорона здоров'я та соціальна допомога — 20,3 %, роздрібна торгівля — 13,5 %, будівництво — 9,0 %.